# Trichosalpinx jimburae
Trichosalpinx jimburae är en orkidéart som beskrevs av Carlyle August Luer och Alexander Charles Hirtz. Trichosalpinx jimburae ingår i släktet Trichosalpinx och familjen orkidéer. Inga underarter finns listade i Catalogue of Life.